# Ängelholms Stadshus AB
Ängelholms Stadshus AB är ett svenskt förvaltningsbolag som agerar moderbolag för de verksamheter som Ängelholms kommun har valt att driva i aktiebolagsform. Bolaget ägs till 99,9% av kommunen.

## Bolag
Källa: 
- AB Ängelholmshem (99,9%)
  - AB Ängelholmslokaler (100%)
  - Ängelholms Fastighetstruktur AB (100%)
  - Södra sjukhusområdets Utveckling AB (100%)